# Lachnaia sexpunctata
Lachnaia sexpunctata — вид листоїдів з підродини клітріних. Зустрічається від північно-східної частини Франції та Туреччині та півночі до південної частини Німеччині, а також у Словаччині.